# Cerkiew św. Dymitra w Leluchowie
Cerkiew pw. św. Dymitra w Leluchowie – dawna cerkiew greckokatolicka, wzniesiona w 1861, znajdująca się w Leluchowie.
Po 1947 przejęta przez kościół rzymskokatolicki. Obecnie użytkowana jako kościół filialny parafii św. Józefa Oblubieńca Najświętszej Maryi Panny w Muszynie.
Cerkiew wpisano na listę zabytków w 1964. Została włączona do małopolskiego Szlaku Architektury Drewnianej.

## Historia
Cerkiew w Leluchowie została zbudowana w 1861. Pierwotnie była cerkwią parafialną greckokatolicką, natomiast obecnie istnieje jako kościół rektoralny rzymskokatolicki. Odnawiana w latach 1916–1917 oraz w drugiej połowie XX w.

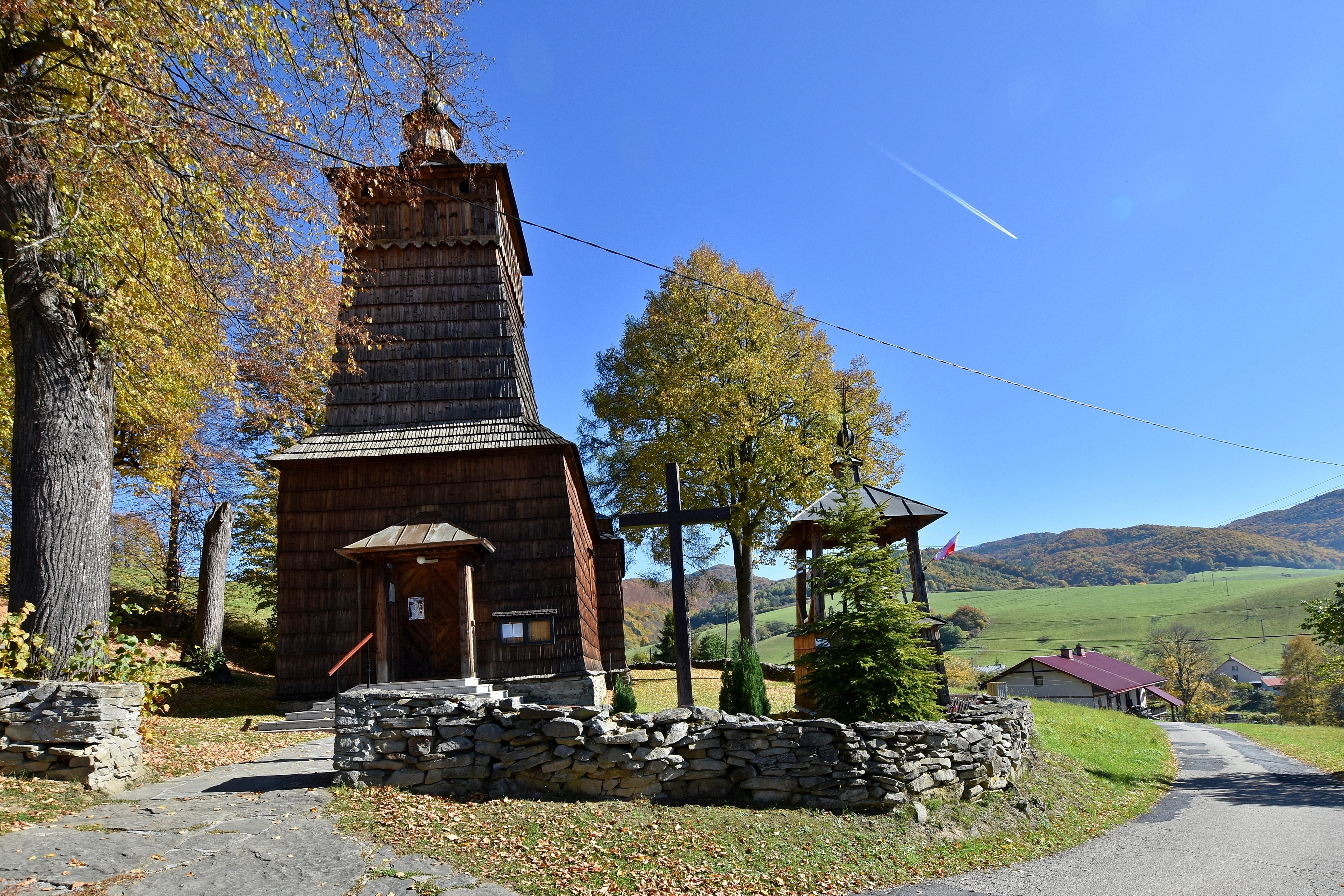
Elewacja frontowa
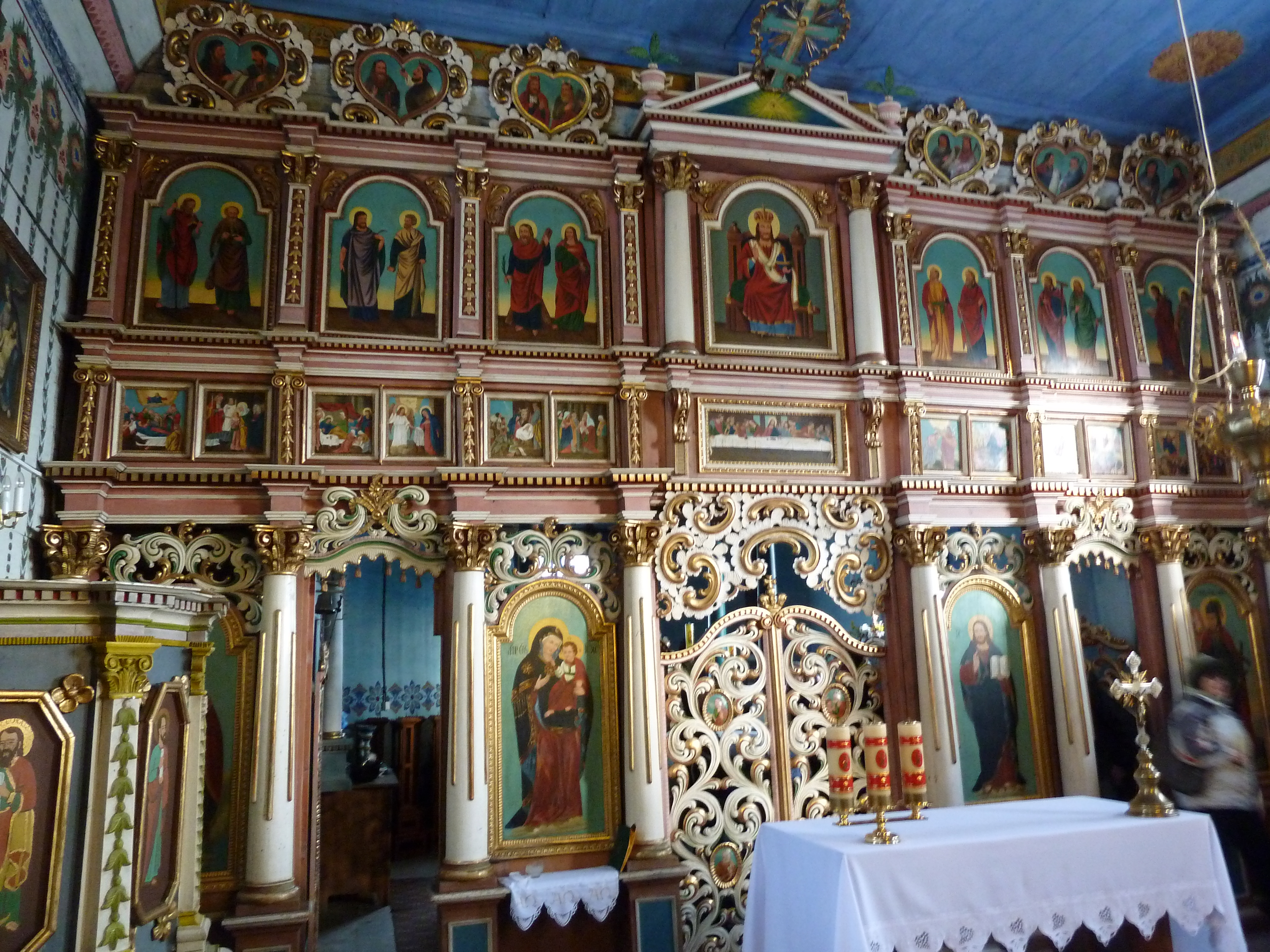
Ikonostas
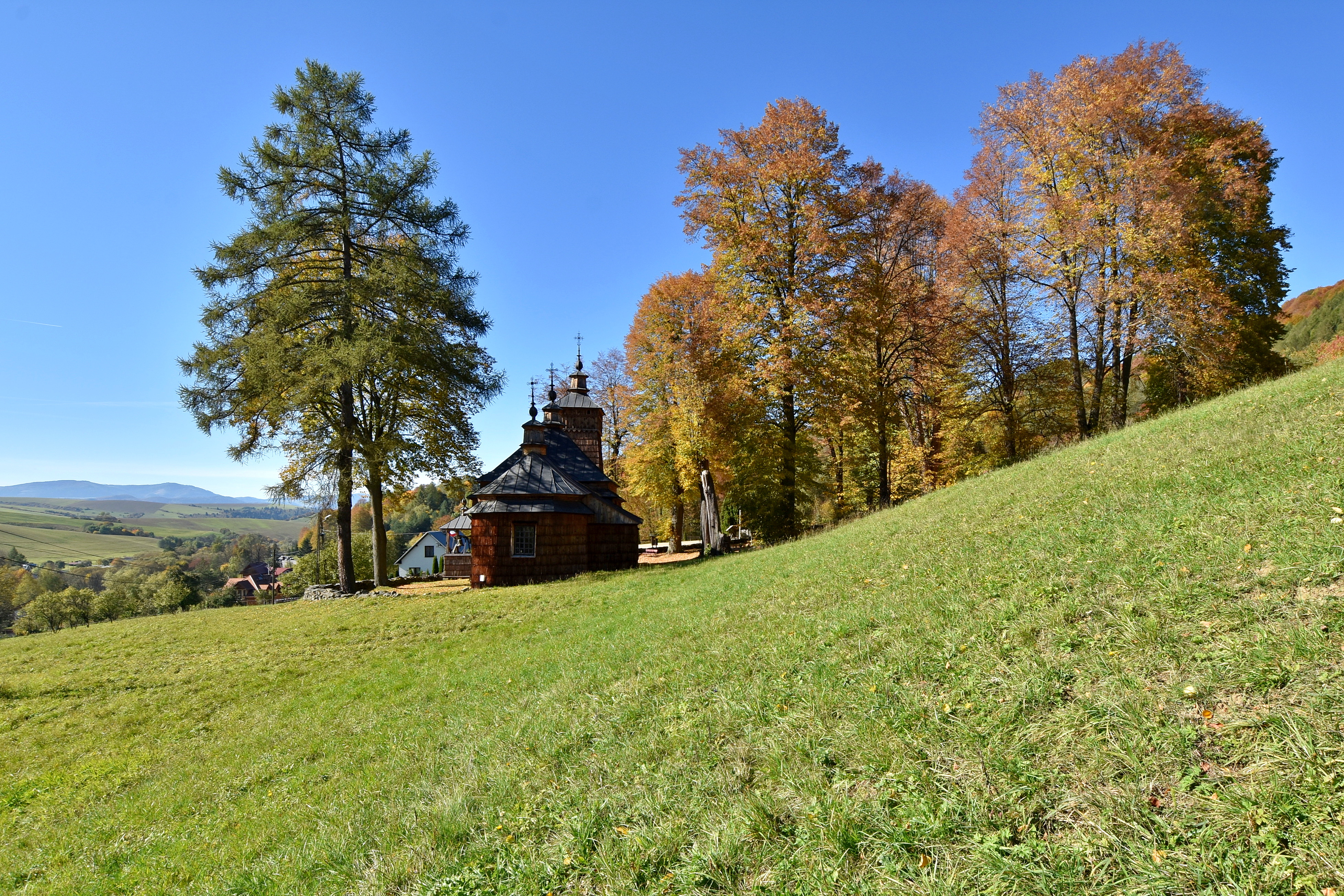
Widok ogólny

## Architektura i wyposażenie
Świątynia drewniana konstrukcji zrębowej, trójdzielna. Składa się z nawy, zamkniętego prezbiterium, babińca i wieży.
Wewnątrz stropy płaskie. Na ścianach i stropach polichromia ornamentalna z początku XX w. Głównym elementem wyposażenia jest rokokowo-klasycystyczny ikonostas z XIX w. autorstwa A. i M. Bogdańskich, z niektórymi ikonami wykonanymi przez Viktorina Zompha.

## Wokół cerkwi
Teren cerkwi otoczono murkiem kamiennym. Obok świątyni stoi nieduża drewniana dzwonnica słupowo-ramowa przykryta gontowym dachem namiotowym, ze ścianami do połowy pokryte gontem, powyżej ażurowe.
Cerkiew jest siedliskiem nietoperza podkowca małego, zagrożonego wyginięciem w Europie (kolonia liczy ok. 135 osobników).

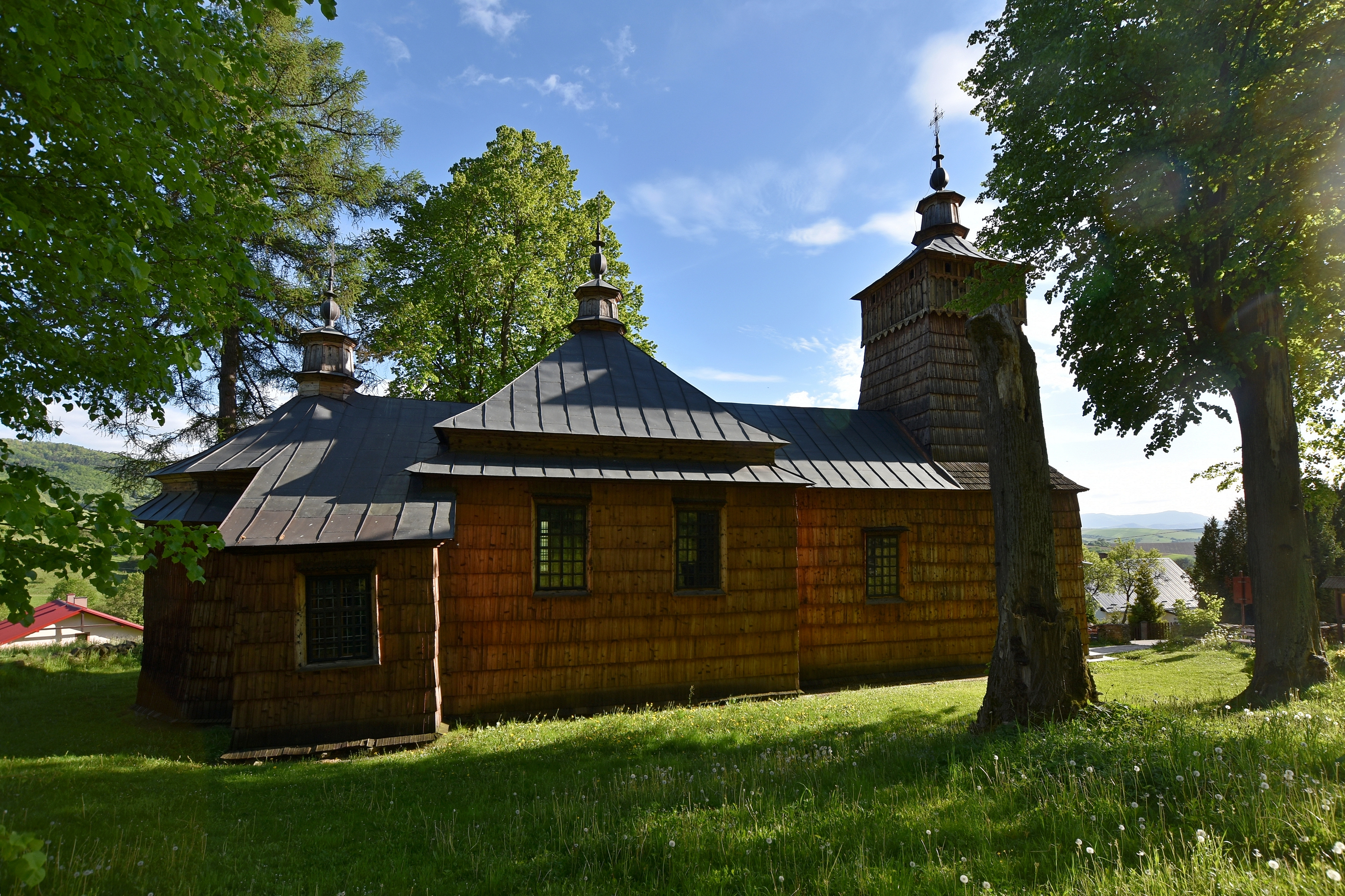
Elewacja północna
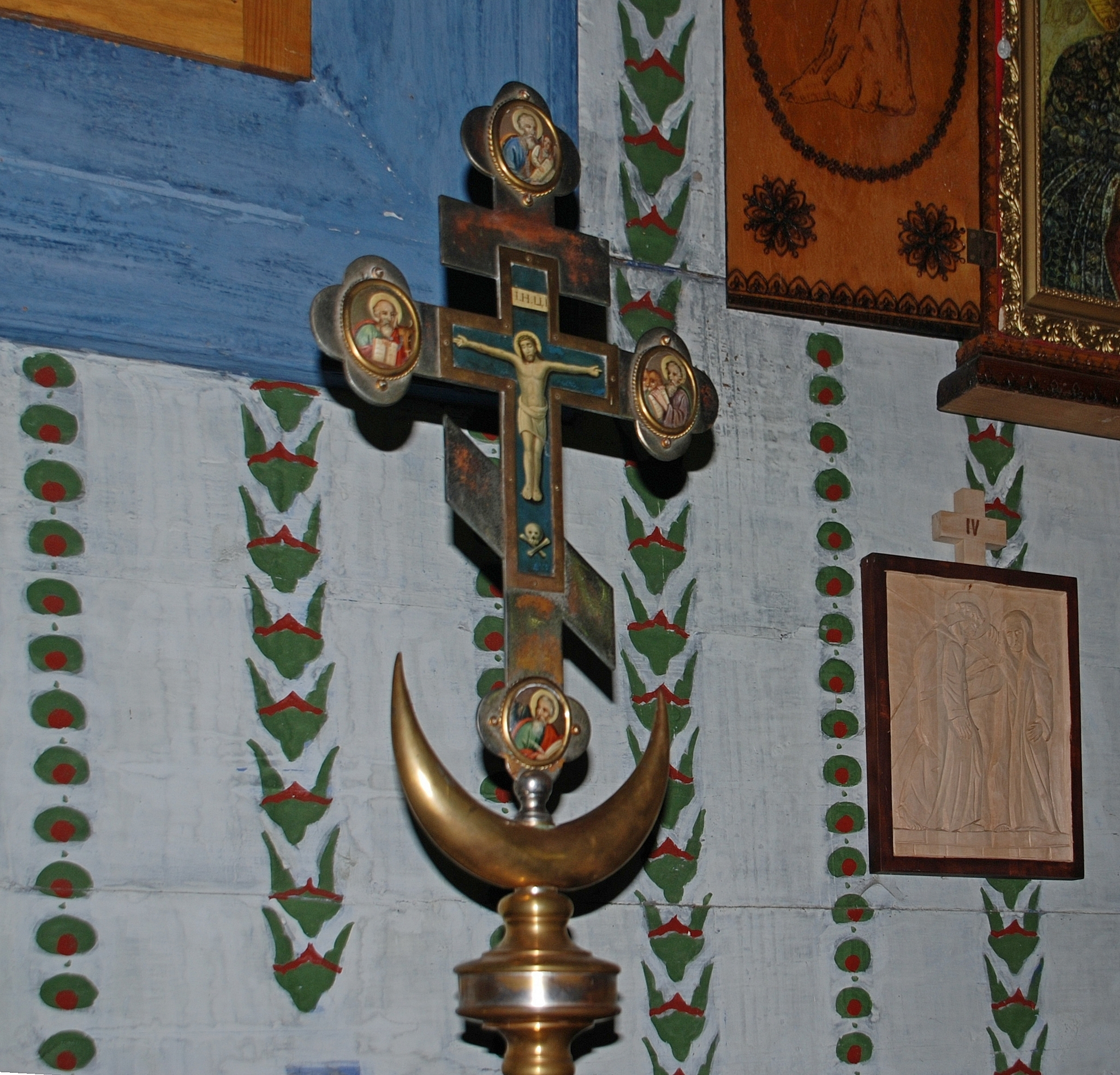
Element wnętrza
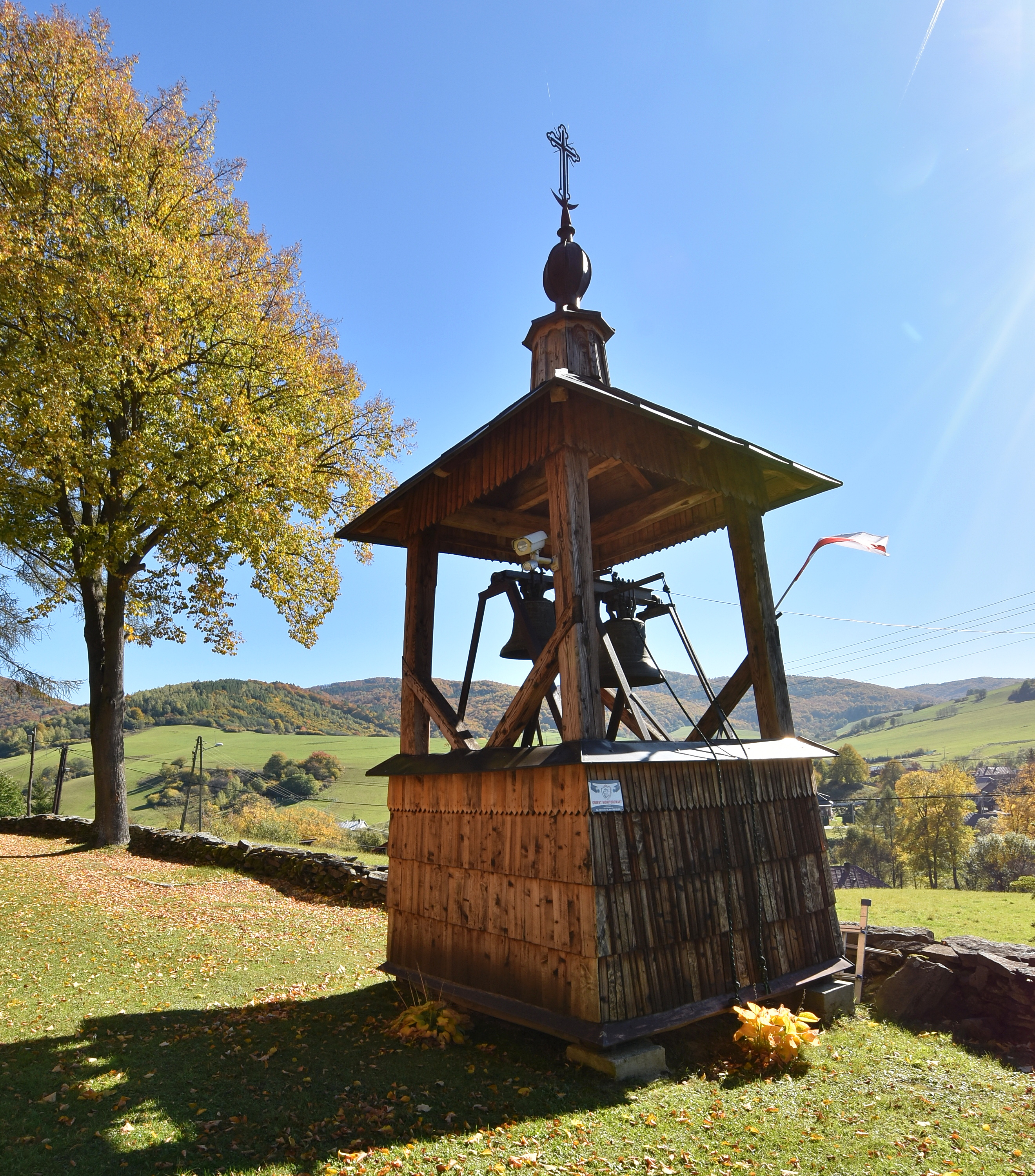
Dzwonnica